# Cassine megaphylla
Cassine megaphylla là một loài thực vật có hoa trong họ Dây gối. Loài này được (Tul.) Kuntze mô tả khoa học đầu tiên năm 1891.